# Boulevard Mohamed-Zerktouni
 (décembre 2024).
Le boulevard Mohamed-Zerktouni (en arabe : شارع محمد الزرقطوني) est un important boulevard de Casablanca, la plus grande ville et capitale économique du Maroc. 

## Situation
L'une des plus longues voies de la ville, le boulevard débute à la promenade Maritime de la mosquée Hassan-II et longe plusieurs quartiers de la ville pour se terminer au rond-point d'Europe, juste devant l'église Notre-Dame-de-Lourdes.
Le boulevard sert de séparation entre les arrondissements d'Anfa et de Sidi Belyout, mais aussi entre ce dernier et l'arrondissement Maârif.

## Nom
Le boulevard tient son nom de Mohammed Zerktouni (1927-1954), résistant marocain durant le protectorat français au Maroc.